# Середа Богдан В'ячеславович
Богдан В'ячеславович Середа (нар. 26 березня 1983, м. Дунаївці) — український волейбольний тренер, колишній волейболіст, у тому числі пляжний.

## Життєпис
Народжений 26 березня 1983 року в м. Дунаївцях (Хмельницька область, Україна).
Грав, зокрема, у клубах «Локомотив» (Київ, «СДЮСШ Міцний горішок» (Вінниця, зокрема в січні 2010 року, січні 2011; сюди перейшов після того, коли кияни знялися з розіграшу першости 2009—2010), «Динамо» (Кишинів, 2015—2016), «Новатор» (Хмельницький), «Житичі» (Житомир, 2018—2019; Вища ліга), «Епіцентр-Подоляни» (капітан команди).
Протягом певного часу грав у пляжний волейбол; партнери: у 2013 році — Роман Романенко, Сергій Ярошенко), у 2014 — Андрій Стороженко.
У сезоні 2021—2022 — другий помічник Маріуша Сордиля, головного тренера СК «Епіцентр-Подоляни».

### Досягнення
- Кращий пасуючий Української Суперліги 2017—2018[13]
- Чемпіон Першої ліги 2020[14]